# Orgue de cinéma

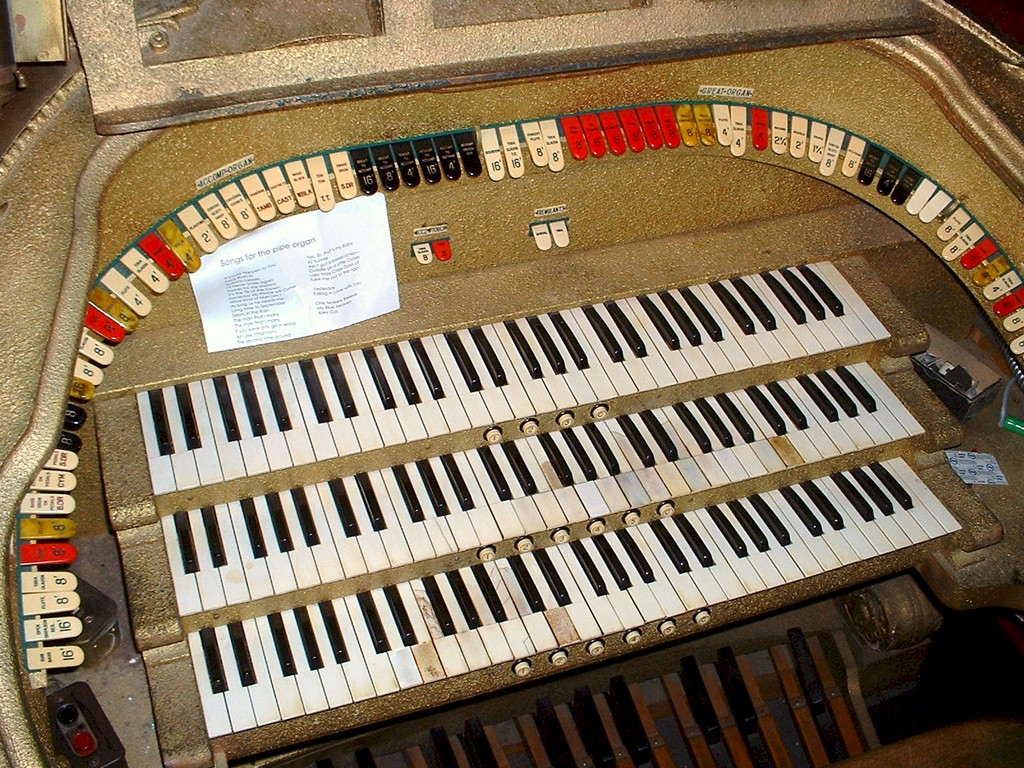
Console d'orgue de cinéma

Pour les articles homonymes, voir Orgue (homonymie).
L'orgue de théâtre ou orgue de cinéma est un instrument de musique de la famille des orgues à tuyaux, largement développé à partir de la fin du XIXe siècle que l'on trouvait et que l'on peut encore trouver dans les théâtres et les grandes salles de cinéma pour accompagner les films muets, mais aussi la danse, la chanson, la musique d'ambiance pendant les entractes et autres manifestations sociales ou sportives, le divertissement et le concert.
Il n'est pas synonyme d'orgue de variété, ce dernier étant généralement électronique et pourvu d'une section rythmique automatique. Sur l'orgue de théâtre, l'organiste doit tout faire avec ses mains et ses pieds.
L'origine de cet instrument est le « orchestral organ » de Robert Hope-Jones conçu vers 1890. Le but était d'imiter les timbres des instruments d'orchestre, aligner le son de l'orgue sur ce dernier. On y trouve donc le témoignage d'un concept d'orgue très différent de l'orgue d'église et de concert classique.

## Caractéristiques de l'orgue de théâtre
Utilisé pour jouer principalement de la musique de divertissement ou de variétés, il se distingue de l'orgue d'église, ainsi que de l'orgue électronique Hammond, car pneumatique, mais en étant presque le précurseur au cours des années 1930 avant l'invention par la suite de ce dernier, en parallèle à la même époque des orgues de salon.
Il est souvent aussi imposant de par sa taille qu'un orgue d'église pour sonoriser les grandes salles, possédant lui aussi plusieurs claviers, le même genre de pédalier à deux octaves pour les basses, ainsi qu'une pédale d'expression pour le volume, mais les sonorités et registres entièrement mécaniques pouvant actionner toutes sortes d'instruments internes tel que xylophone ou cloches tubulaires (comme c'est aussi le cas de plusieurs instruments de musique mécanique), sont obtenus par leviers à bascule et non manettes à tirettes, à l'analogue cette fois d'un orgue électronique.
1. L'orgue de cinéma est le plus souvent un orgue en salle. Les tuyaux sont enfermés dans des pièces en dur, lui conférant une sonorité sèche. Ces salles sont le plus souvent placées de part et d'autre de la scène / de l'écran.
2. Les tuyaux cachés : L'orgue de théâtre n'a pas de tuyaux visibles en façade ni de tuyaux à ciel ouvert. Tous les tuyaux sont enfermés dans des boîtes expressives appelées « chambres » et quel que soit le nombre de rangs de tuyaux, ils sont tous expressifs. Il y a autant de « chambres » que la place dans le local le permet, au minimum deux chambres[1]. Généralement la chambre principale (main chamber) contient les tuyaux de pédale. La décoration des ouvertures visibles des chambres sont laissées libres à la guise du décorateur du cinéma. Seule la console est l'élément visible au public.
3. Les divisions : Un orgue de théâtre aura, au minimum 2 claviers, un Solo et un Accompagnement. Les claviers ne correspondent pas aux chambres, mais contiennent chacun des jeux des deux (ou plus) chambres[2]. Le clavier d'accompagnement aura tous les jeux en 16' 8' et 4', et peu de 2'2/3 et 2', sauf les tibias. Le clavier de solo aura tous les jeux de 8' et les tibias sur toute l'étendue (de 16' à 1').
4. Les trémolos : sur l'orgue de théâtre, les trémolos sont rapides et profonds, et chaque famille de jeux a son trémolo. Il peut même y en avoir plusieurs (un lent et un rapide) ou bien un trémolo réglable (en vitesse et en amplitude) pour un même rang. Il peut y avoir aisément six trémolos différents et plus. L'usage des trémolos est indispensable : il permet d'imiter les vibratos des instrumentistes de l'orchestre et de compenser la sécheresse de l'acoustique.
5. Le rôle musical de l'orgue de cinéma, fondé sur le principe de l'orchestre donne aux claviers une dimension différente : chaque clavier a le rôle de mettre à disposition de l'organiste des sonorités différentes pour changer rapidement et combiner ces sonorités à son gré, comme le fait un compositeur avec un orchestre. Le nombre de claviers décide donc de l'ergonomie de l'orgue et est relativement indépendant du nombre de rangs (on rencontre par exemple une console à cinq claviers sur un orgue de neuf rangs). Le plus souvent, les claviers sont munis d'un second jeu de contacts en fin de course, le second-touch, qui permet à l'organiste d'ajouter des jeux à une note déjà enfoncée. Certains orgues plus petit reçoivent un piano dans tout son ambitus au premier clavier, que l'on nomme piano-style. Le plus souvent, le clavier de piano est alors divisé en basses et dessus.
6. Le combinateur est un élément indispensable de l'orgue de cinéma, puisqu'il permet de changer très rapidement de sonorités préprogrammées. Il est conçu à l'américaine, c'est-à-dire que chaque combinaison s'applique uniquement à un clavier. Il contient aussi des pistons réversibles (ajout et retrait des jeux contenus dans le piston à la registration actuelle) et bien entendu des pistons généraux.
7. Quasiment toujours, l'orgue de théâtre est à traction électropneumatique, ce qui permet d'avoir une rapidité de jeu fulgurante et est rendu nécessaire par le grand nombre d'extensions (utilisation multiple d'un même jeu), situation ingérable par une traction mécanique.
8. Les orgues de théâtre sont généralement à haute pression, de 5 pouces (120 mmCE) pour les Vox humana à 30 pouces (680 mmCE) pour les tubas. Cela ajoute encore à la rapidité d'établissement du son.
9. Les jeux sont sensiblement différents de ceux de l'orgue classique. Alors que l'orgue classique se fonde sur les principaux (le plein-jeu), l'orgue de théâtre se fonde sur les tibias (jeux intermédiaires entre la flûte et le bourdon, mais beaucoup plus forts) qui sont cependant étagés comme l'orgue classique (16 - 8 - 5 1/3 - 4 - 2 2/3 - 2 - 1 3/5 - 1 1/3 - 1). Cet étagement est obtenu uniquement par extension d'un même rang, les quintes (5 1/3, 2 2/3, 1 1/3) et les tierces (3 1/5, 1 3/5) sont donc harmoniquement fausses puisque tempérées, contrairement à l'orgue classique où les mutations sont justes. Ceci n'est d'ailleurs guère gênant, puisqu'au tibia manque quasiment toutes les harmoniques, et que par ailleurs ce jeu est traditionnellement joué et même accordé avec son trémolo.
10. Les anches sont typées, beaucoup plus orchestrales et variées que les anches de l'orgue classique. Les jeux d'anches imitatifs de l'instrument réel portent le préfixe Orchestral. On trouve couramment Clarinette, Orchestral clarinet, Orchestral oboe, Trombone, Tuba, Bugle, Trompette, Hautbois, Cor, Orchestral horn, Post Horn (Clairon postal), Saxophone, Vox humana, Orchestral flûte... Ces jeux d'anches utilisent couramment les diaphones, inventions de Robert Hope-Jones, avec ou sans ce nom, puisque la mise en ouvre du principe du diaphone permet l'utilisation plus facile des hautes pressions et la différenciation des timbres des anches.
11. À part l'étagement harmonique des Tibias, il n'y a pas de mixtures, mais surtout une profusion de rangs étendus en 16, 8 et 4 pieds. Un grand nombre de ses timbres se retrouve dans l'orgue de barbarie (violons, trombone). Mais l'ensemble (chorus) ressemble assez peu à l'orgue symphonique classique. L'orgue de théâtre est donc plus proche de l'orgue de foire (automatique) que de l'orgue d'église.
12. La quasi-totalité des orgues de cinéma contiennent au moins une percussion tonale (vibraphone, carillon, xylophone, célesta, chrysoglotte (son de boite à musique), piano)
13. Dans la majorité des orgues de théâtre on trouve toujours une section de percussions et autres accessoires (Toys) : cymbales, grêle, caisse claire, grosse caisse, charleston, triangle, woodblock… Vous y trouvez aussi un klaxon, une sirène de bateau, le bruit de la mer, l'effet d'orage, les sabots de chevaux, tous commandés par des boutons indépendants à la console et trahissant le rôle premier de cet orgue : la sonorisation des films muets. Ces accessoires étaient indispensables pour sonoriser les films muets de l'époque.
14. Utilisation de métaux nobles pour les tuyaux: étain très épais (quelquefois 5mm! pour un 8') et notamment cuivre et laiton rarissime dans l'orgue classique.
15. Profusion des jeux « célestes », c'est-à-dire des rangs doublés et légèrement désaccordés pour produire un effet de chorus : flûtes célestes, gambes célestes (strings), etc.

## Répertoire
L'orgue de théâtre est avant tout un instrument cherchant à imiter l'orchestre. On y joue donc le répertoire qui lui est propre, essentiellement improvisé : variété, cinéma, beaucoup de transcriptions et du jazz. Du fait de sa ressemblance timbrale avec l'orgue romantique, il n'est pas interdit d'y jouer Franck ou Vierne, à la rigueur Widor. L'on peut aussi tout à fait s'essayer à interpréter Lefébure-Wely. Le célèbre Virgil Fox y a même osé du Bach.

## Console

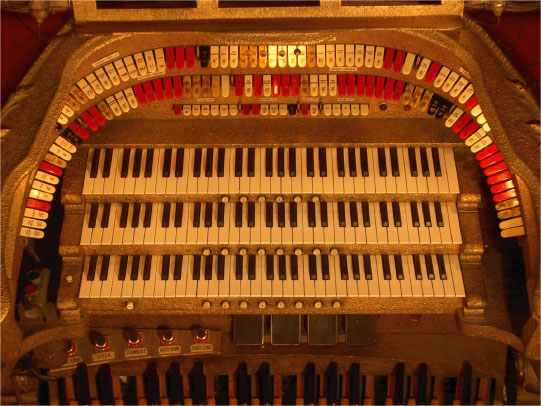
Console de l'orgue Barton (13 rangs) du théâtre Ann Arbor's Michigan Theatre

La console typique de l'orgue de théâtre en forme de fer à cheval (horse shoe), souvent décorée avec des moulures dorées style rococo, boîte à bonbon lumineuse… La sobriété est interdite. L'appel des jeux se fait dans tous les cas avec des langues de chat et un indispensable combinateur. Chaque langue de chat est réalisée dans une couleur propre à la famille de jeux (fonds, anches, strings, percussions) et possède un signe distinctif (un point de couleur généralement) qui indique dans quelle chambre est situé le jeu (Main, Solo...) ainsi un diaphone de solo est différencié d'un diaphone de Main. C'est important pour que l'organiste utilise la bonne pédale d'expression pour faire varier ses jeux. Les trémolos sont repérés pour chaque rang: Tibia tremolo, clarinet tremolo, vox tremolo...
La console de l'orgue de cinéma est souvent doté d'un second siège, le Howard-Seat (La chaise Howard), qui permet au public de suivre plus aisément le jeu des pieds. Cette console est placée fréquemment sur un podium placé sous la scène. La console montée sur la scène alors que l'organiste joue est un effet courant.

## Construction
L'apogée de l'orgue de théâtre se situe dans la première moitié du XXe siècle. C'est l'époque où l'on maîtrise bien la traction électro-pneumatique ce qui a été l'élément déterminant pour favoriser l'inventivité et l'imagination des facteurs. Un des fondements de cet orgue est que l'on parle en rangs et non plus en jeux : un rang permet d'avoir plusieurs registres selon le système unit. On a donc beaucoup moins de rangs réels que de jeux disponibles à la console. Par exemple, l'étagement harmonique des Tibias ou Tibias clausa peut n'être qu'une série de reprises sur un seul rang pouvant compter jusqu'à 105 tuyaux et couvrant ainsi toute la tessiture du 16 au 1 pied.
Il en est de même pour les anches qui, en ravalant simplement de 12 tuyaux dans le grave et dans l'aigu, peuvent ainsi être déclinés en 16, 8 et 4 pieds. Le style musical de l'orgue de théâtre n'est pas affecté par ces reprises puisqu'on y fait plus entendre de la musique homophonique que polyphonique. La forme des pièces les plus typique consiste en une pompe (basse et accompagnement main gauche) qui soutient une mélodie (main droite). Il n'y a théoriquement aucune doublure d'octave qui pourrait faire entendre les « trous ». Les improvisateurs prennent en compte cette caractéristique lorsqu'ils développent d'autres formes (mélodie à la main gauche par exemple).

### Claviers particuliers
Très souvent, on trouve au moins un clavier équipé du Second Touch (double enfoncement permettant un renforcement de registration par l'ajout d'un ou plusieurs jeux, suivant que l'on joue avec un appui normal ou un appui plus fort). Il s'agit d'un système électro-mécanique très ingénieux que l'on retrouvera par la suite dans les claviers modernes des synthétiseurs sous le nom d'« after touch ». Il permet donc soit un sforzando sur une / des notes déjà jouées, soit un jeu plus fort en actionnant directement la second touch.
Par ailleurs, la construction des claviers permet des effets plus courants sur ce type d'orgue comme les glissandi.

### Un orgue de cinema est généralement constitué de la manière suivante ...
2 chambres expressives (l'une dite accompagnement, l'autre solo) avec la disposition suivante :
Section Accompagnement :
- Principal (16-8-4-2 et mutations ; la basse est un diaphone à l'attaque particulièrement nette et précise...)
- Flûte (ouverte 16 à 2 ou 1 avec parfois des mutations)
- Gambe (16-8-4 le plus souvent)
- Céleste (8-4)
- Une anche douce type clarinette (8 ou 8 à 4)
- percussions tonales (célesta, clochettes, etc.)

Section Solo :
- Tibia (bourdon très puissant 16-8-4 parfois 2)
- Voix humaines
- Tubas (16-8-4)
- Saxophones, Trompettes, Horn, etc.
- Étagère à joujoux (toys-counter)

La pédale reprend généralement les basses 16-8 des divers rangs, et permet d'actionner des percussions telles que tambours, grosse caisse ou cymbale.
L'orgue de cinéma a de deux à cinq claviers et de deux (!) à plusieurs dizaines de rangs (voire 70 rangs). Les petits orgues de cinéma commencent cependant avec environ 6 rang.

### Parenté et filiation
L'orgue de cinéma ne fut pas construit systématiquement dans les cinémas muets. Le piano y était probablement plus souvent l'instrument de prédilection. Un instrument à cheval entre ces deux instruments fut le Photoplayer, piano automatique pourvu de deux mécaniques à rouleaux qui permettait de changer l'un d'eux pendant que l'autre jouait. Ce dernier était pourvu d'effets comme cloches, tambours et sirènes qu'il fallait le plus souvent activer à la main.
Dès les années 1930 nait un parent dont le son se rapproche beaucoup, au moins la parenté entre les tibias et le son de l'orgue Hammond est assez évidente. L'orgue de variétés (à pédalier court et claviers réduits et décalés) fut une variante électronique dans les années 60 et 70, Wurlitzer le produisant aussi. Quelques fabricants d'orgues numériques produisent quelques modèles d'orgue de cinéma ; enfin, l'ordinateur permet la production d'orgues virtuels dédiés à l'orgue de cinéma comme le Miditzer.

## Quelques organistes et orgues

### Angleterre
L'Angleterre est prépondérante en tant que détentrice d'orgues de cinéma et nombre de ses artistes musiciens. Parmi les principaux figurent en tête d'affiche, ayant effectué par ailleurs de nombreux disques, voire vidéos et concerts :

#### Sur l'orgue Wurlitzer de la salle de bal de laTour de Blackpool
- Reginald Dixon (en), célèbre au cours des années 1930 à 1960,

- Phil Kelsall (en) au départ élève de Réginald Dixon depuis 1977 à aujourd'hui, effectuant toujours des concerts actuellement. La reine Élisabeth II assista à l'un des concerts de Phil Kelsall.

- Arnold Loxam joue aussi sur ce même Wurlitzer.

#### Sur divers orgues de cinéma
- Léon Berry joua sur un orgue Wurlitzer d'une sonorité au vibrato très particulier accouplé de « clochettes » en trémolo, caractérisé sur ses disques.

- Sydney Torch (en) enregistra plusieurs disques 78 tours sur un orgue Christie au cours des années 1930, avant de diriger le grand orchestre Queen's Hall Light Orchestra de la BBC.

- Robert Wolfe (actuel)
- Ronald Curtis, à l'orgue de Bolton (années 1970)

- George Wright (en) (années 1930 à 1950), qui enregistra même un disque d'airs de Noël en harmonisation avec le carillon de la cathédrale Saint-James.

- John Mann a joué sur l'orgue Gaumont du Pavillon Baltard en 1988. Il est président du Cinema Organ Society (en)

### France
Les orgues de cinéma étaient assez nombreux en France au début du XXe siècle, mais à la suite de l'apparition du cinéma parlant, voire de l'orgue électronique Hammond puis du synthétiseur, ils furent souvent considérés ensuite comme obsolètes, mais certains conservés en étant revendus notamment en Angleterre.
- Tommy Desserre, puis Gilbert Leroy et Simone Bernard, jouèrent sur l'orgue Christie du temps de son implantation d'origine dans le cinéma parisien du Gaumont-Palace au cours des années 1950 et 1960.

- Bernard Dargassies reprit le « flambeau » sur ce même orgue Christie, jouant récemment au Pavillon Baltard de Nogent-sur-Marne, où il a été réinstallé depuis 1976, en étant conjointement réparateur et assurant sa maintenance.

### États-Unis

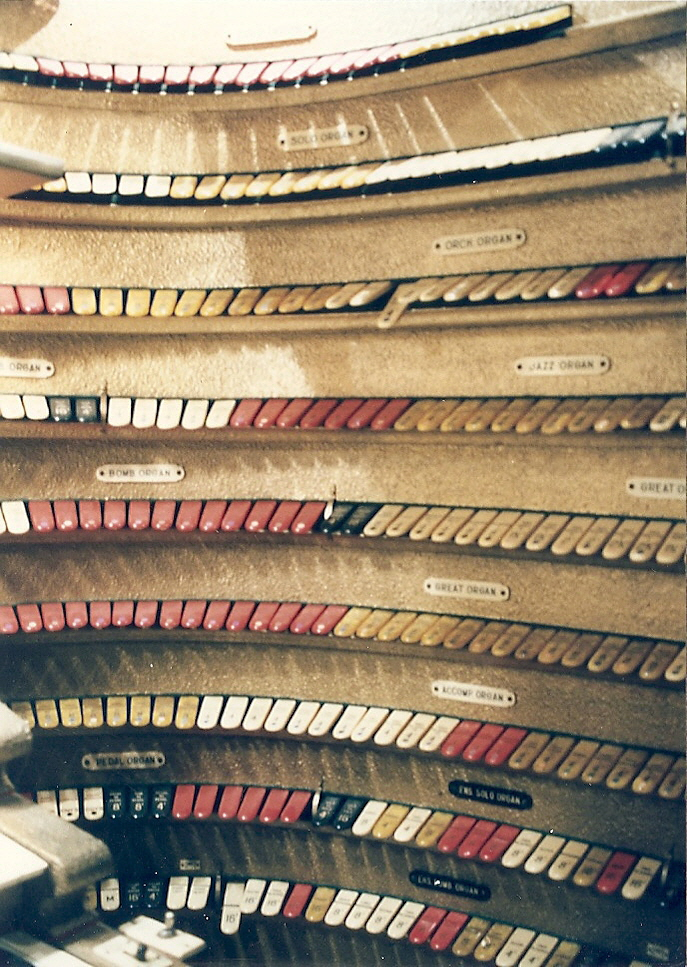
Détail de la console d'orgue Barton installé dans le stade de Chicago montrant la quantité massive de stopkeys sur le côté droit de la console.

Le Chicago Stadium possédait l'orgue le plus grand en Amérique du Nord, pour son époque. Un Barton, de la société Bartola Musical Instrument Company (en), qui aurait pu égaler, dit-on, le volume de 25 fanfares. L'orgue était installé dans le plafond central, et avait 52 rangs de tuyaux de grande taille ainsi que la percussion et les effets habituels. La console « circus wagon », rouge et or, peut-être la console la plus grande jamais construite, était exposée bien en vue sur le balcon de l'arène, et se composait de six claviers, ainsi que de plus de 800 clés d'arrêt. L'orgue était alimenté par une immense soufflerie Spencer de 100 CV, et le son de l'orgue, selon les mots de Marcel Dupré, lors du récital dédicatoire en 1929, était immense : « ... Ce fut comme si le plus ardent amoureux de chocolat était jeté dans une piscine remplie de chocolat ... ».
Al Melgard (en) était le troisième et le plus connu des titulaires. En 1932, Franklin Roosevelt a été nommé à l'investiture pour les élections présidentielles ; Melgard joue Happy Days Are Here Again, et cet air devient la chanson de campagne de FDR. Melgard était sans doute le meilleur organiste de l'arène sportive pour faire correspondre des chansons à des événements, au cours des matchs, et sa cible favorite était l'arbitre. Lorsque King Clancy, ancienne gloire de la NHL, sifflait un pénalty, Melgard jouait Clancy Lowered the Boom. À la fin des années 1950, il a décidé de saluer l'arbitre et les juges de ligne quand ils arrivaient sur la glace avant le début du jeu avec Three Blind Mice. Cette pratique a pris fin rapidement après un ordre laconique du président de la LNH, Clarence Campbell. My Vision était la dernière chanson jouée après chaque match des Blackhawks au Stade. Elle a été composée par Al pour Sonja Henie dans le cadre de la revue Hollywood Ice d'Arthur Wirtz.
La performance la plus notable de Melgard aurait été lors d'un match de boxe, au Stadium, dans les années 1940. Le match pris fin avec une décision extrêmement impopulaire. La foule est devenue indisciplinée et une émeute a éclaté à l'étage avec des chaises pliantes qui volaient. Melgard aurait tenté de calmer le tumulte avec un chant religieux, ou L'Orage, puis joué The Star Spangled Banner. Comme cela ne fonctionnait pas, Melgard aurait ouvert la plupart des 800 clés sur l'immense orgue Barton, positionné la pédale de volume à fond, et posé ses mains à plat sur les claviers. Le son aurait soufflé un grand nombre d'ampoules et des fenêtres. Stupéfaits, les fans auraient arrêté de se battre, ramassé leurs chapeaux et leurs manteaux, et sont sortis du bâtiment. Lors d'un match de catch, avec "Gorgeous" George, sur le ring saupoudrant ses cheveux. Melgard joue Oh, You Beautiful Doll.
L'orgue a été retiré du stade et stocké avant que le bâtiment ne soit démoli. Malheureusement , une grande partie de l'orgue a été détruit dans l'incendie de l’entrepôt, en octobre 1996 mais l'énorme console, unique en son genre, qui avait été stockée ailleurs, a été sauvée et est maintenant dans une collection privée dans le Nevada.

### Suisse
Guy Bovet, Nicolas Hafner et Vincent Thévenaz ont joué sur l’orgue Wurlitzer de 1937, installé au collège Claparède de Genève en 1982. Un des derniers orgues de cinéma de Suisse encore en activité s'y trouve et une fois par année s'y déroule le festival de cinéma "l'orgue fait son cinéma".
Un autre orgue de cinéma se trouve au café-Théâtre Barnabé de Servion, la salle est équipée depuis 1998 du plus grand orgue de cinéma théâtre d’Europe et le plus grand orgue symphonique de Suisse avec 150 jeux[réf. souhaitée].

### Artistes divers
John Atwell - Charlie Balogh - Knight Barnett - Dan Bellomy - Jesse Crawford - Ken Double - Jelani Eddington - Tony Fenelon - Paul Fitzgerald - Virgil Fox - John Giacchi - Simon Gledhill - Ryan Heggie - Dennis James - Neil Jensen - David Johnston - Jean-Philippe Le Trévou - Lance Luce - Kylie Mallett - Chris Mcphee - Jonas Nordwall - Chris Powell - Jim Riggs - Rosa Rio - Patti Simon - Walt Strony - Ray Thornley - Brett Valliant - Lew Williams - Clark Wilson - Nigel Ogden - Rob Richards - Quentin Maclean.
Quelques artistes, comme Virgil Fox, Quentin Maclean, Jack Moelmann, Dr Carol Williams, Bernard Dargassies et Richard Hills se sont adonnés aux différents répertoires d'orgues, tels que l'orgue classique d'église et l'orgue de variétés de cinéma, ainsi que l'orgue électronique.
Marcel Dupré, Pierre Cochereau et Jean Guillou ont donné des concerts sur de tels instruments lors de leurs tournées aux États-Unis.

## Facteurs et marques
- Barton (Bartola Musical Instrument Company (en))
- John Compton (facteur d'orgue) (en)
- Christie (Hill, Norman and Beard (en))
- Estey
- Geneva Organ Company (en)
- Robert Morton
- Robert Hope-Jones
- Welte-Mignon (en)
- Rudolph Wurlitzer Company

## Disques
Pierre-Marcel Ondher a fait paraître récemment un double CD de différents artistes, dont notamment Reginald Dixon (en) et Sidney Torch.